# 16723 Fumiofuke
16723 Fumiofuke este un asteroid din centura principală de asteroizi.

## Descriere
16723 Fumiofuke este un asteroid din centura principală de asteroizi. A fost descoperit pe 27 noiembrie 1995 la Chichibu de Naoto Satō și Takeshi Urata. Asteroidul prezintă o orbită caracterizată de o semiaxă mare de 3,16 ua, o excentricitate de 0,20 și o înclinație de 2,2° în raport cu ecliptica.